# 권지고려국사
권지고려국사(權知高麗國事) 또는 권지조선국사(權知朝鮮國事)는 918년부터 975년까지 오대 십국 시대와 송나라에서 고려의 국왕에게 봉하는 칭호이자 1392년부터 1401년까지 명나라의 황제가 조선의 국왕을 봉하는 칭호였다. 이는 국왕의 의미가 아니라 고려 국왕을 대신하는 자라는 의미가 담겨 있었다. 이 칭호는 명나라 조선 국왕 책봉을 미뤄오는 동안 이어져 오다 1401년 음력 6월 12일, 건문제가 조선 태종을 정식 조선 국왕으로 봉하면서 사라졌다.
권지국사라는 명칭은 927년에 견훤에 의해 처음 생성됐다. 김부식은 삼국사기 제12권, 신라본기 12권에 "견훤이 경애왕을 살해하고, 그의 친척 중 한명을 데려다가 권지국사로 임명하니 그가 곧 경순왕이다"(乃立王之族弟 權知國事 是爲敬順王)라 하였다.
932년 고려 태조가 사신을 보내 후당 명종에게 자신을 권지국사(權知國事)라 칭하며, 봉작을 청하자 명종이 태조를 고려국왕으로 봉해 주었다. 또한 953년에는 고려 광종도 후주 태조에게 고려국왕에 봉해 지기도 하였다. 이후 고려국왕들은 중국에 사신을 보내어 중국황제의 책봉을 받고 국왕으로 등극하는 것이 정례화 되었다.

## 권지고려국사

### 고려 태조
- 918년 7월 25일(음력 6월 5일) - 933년 4월 2일(음력 3월 5일)
- 후당 명종이 특진(特進) 검교태보(檢校太保) 사지절(使持節) 현도주도독(玄菟州都督) 상주국(上柱國) 충대의군사(充大義軍使) 고려국왕(高麗國王)으로 책봉.
- 고려 국왕 책봉과 동시에 독자 연호 천수(天授) 대신 후당 연호 장흥(長興)을 사용.

### 고려 혜종
- 943년 7월 4일(음력 5월 29일) - 945년
- 고려 국왕 책봉일 미상. 책봉 몇 달 후 사망.
- 후진 출제가 지절(持節) 현도주도독(玄菟州都督) 상주국(上柱國) 충대의군사(充大義軍使) 고려국왕(高麗國王)으로 책봉.

### 고려 정종
- 고려 국왕 책봉을 받은 적 없음. (재위 : 945년 - 949년)

### 고려 광종
- 949년 4월 13일(음력 3월 13일) - 953년
- 고려 국왕 책봉일 미상.
- 후주 태조가 특진(特進) 검교태보(檢校太保) 사지절(使持節) 현도주도독(玄菟州都督) 충대의군사(充大義軍使) 겸어사대부(兼御史大夫) 고려국왕(高麗國王)으로 책봉.

### 고려 경종
- 975년 7월 4일(음력 5월 23일) - 976년 음력 11월
- 고려 국왕 책봉일 미상.
- 북송 태조가 광록대부(光祿大夫) 검교태부(檢校太傅) 사지절(使持節) 현토주제군사(玄菟州諸軍事) 현도주도독(玄菟州都督) 대순군사(大順軍使) 고려국왕(高麗國王)으로 책봉.

### 고려 성종
- 981년 8월 11일(음력 7월 9일) - 983년 5월 7일(음력 3월 22일)
- 북송 태종이 광록대부(光祿大夫) 검교태보(檢校太保) 사지절(使持節) 현도주제군사(玄菟州諸軍事) 현도주도독(玄菟州都督) 충대순군사(充大順軍使) 상주국(上柱國) 고려국왕(高麗國王)으로 책봉.
- 요나라와 수교 이후, 996년 음력 3월에 고려국왕으로 책봉함.
- 요 성종이 개부의동삼사(開府儀同三司) 상서령(尙書令) 고려국왕(高麗國王)으로 책봉.

### 고려 목종
- 고려 국왕 책봉을 받은 적 없음. (재위 : 997년 - 1009년)

### 고려 현종
- 1009년 3월 2일(음력 2월 3일) - 1022년 음력 4월
- 고려 국왕 책봉일 미상.
- 요 성종이 개부의동삼사(開府儀同三司) 수상서령(守尙書令) 상주국(上柱國) 고려국왕(高麗國王)으로 책봉.

### 고려 덕종
- 고려 국왕 책봉을 받은 적 없음. (재위 : 1031년 - 1034년)
- 왕태자 시기에 요나라에서 고려국공(高麗國公)으로 책봉함.

### 고려 정종
- 1034년 10월 31일(음력 9월 17일) - 1039년 4월 26일(음력 4월 1일)
- 요 흥종이 개부의동삼사(開府儀同三司) 수태보(守太保) 겸(兼) 시중(侍中) 상주국(上柱國) 고려국왕(高麗國王)으로 책봉.

### 고려 문종
- 1046년 6월 24일(음력 5월 18일) - 1047년 10월 2일(음력 9월 11일)
- 요 흥종이 개부의동삼사(開府儀同三司) 수태보(守太保) 겸(兼) 시중(侍中) 상주국(上柱國) 고려국왕(高麗國王)으로 책봉.

### 고려 우왕
- 1388년

## 권지조선국사
- 조선 태조, 1392년 - 1398년
- 조선 정종, 1398년 - 1400년
- 조선 태종, 1400년 - 1401년
- 조선 중종, 1506년 9월 27일 - 1507년 8월 22일
- 조선 선조, 1567년 8월 - 1567년 11월
- 조선 광해군, 1608년 3월 16일 - 1609년 6월 2일

## 같이 보기
- 고려의 역대 국왕
- 조선의 역대 국왕
- 권서안남국사

## 참고 문헌
- 맹사성 등 (1431). 《태종실록》.